# Spatalla incurva
Spatalla incurva är en tvåhjärtbladig växtart som först beskrevs av Carl Peter Thunberg, och fick sitt nu gällande namn av Robert Brown. Spatalla incurva ingår i släktet Spatalla och familjen Proteaceae. Inga underarter finns listade i Catalogue of Life.